# Ilustración científica

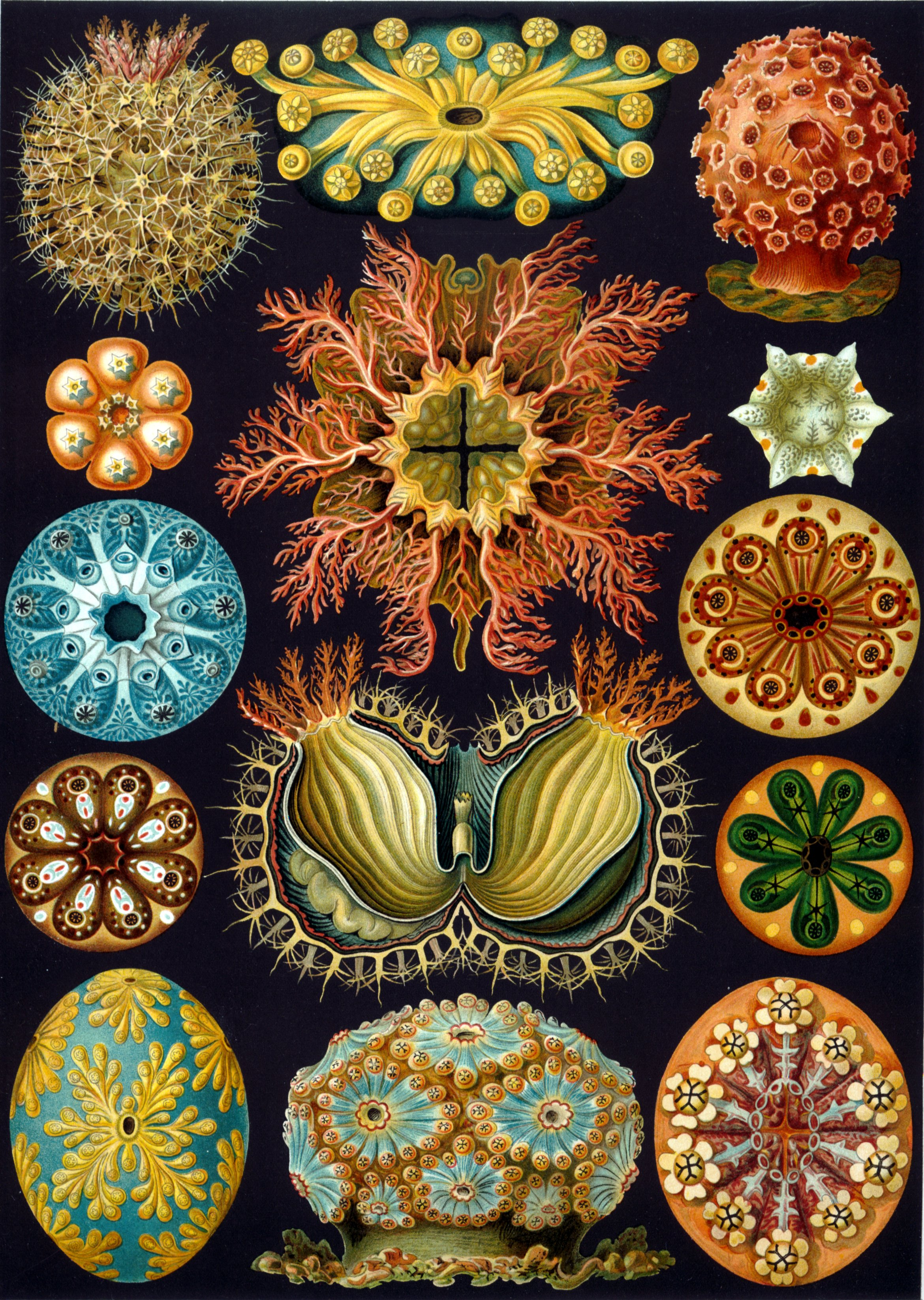
Ernst Haeckel Interpretación de varias ascidias. De Kunstformen der Natur (Artforms of Nature), 1904

Ilustración científica es una disciplina artístico-científica cuyo propósito es sintetizar y representar visualmente información de carácter científico mediante el uso de la ilustración. Los ilustradores tratan de dotar a la obra del máximo rigor científico, para ello deben presentar dicha información con claridad, objetividad y precisión. Aunque siempre cumple con la función de comunicar y divulgar, carece per se de un público objetivo específico. Puede usarse tanto para presentar de manera sencilla temas complicados al público en general, como para la formación de profesionales con imágenes o animaciones muy detalladas. A este respecto, el ilustrador debe conocer la audiencia a la que va dirigida cada una de sus obras para asegurarse el éxito comunicativo. Algunos campos de uso habituales son la botánica, la zoología, la medicina, la arqueológica, la microbiología, la astrofísica, etc. Cabe aclarar que la ilustración científica no está limitada a la representación de elementos, muestras, sujetos o individuos de un campo en cuestión, sino que también se usa para representar procesos complejos, temporales o relaciones entre diferentes elementos.

## Características
Según una encuesta realizada Illustraciencia:

Los criterios más valorados por los profesionales de la ilustración científica fueron la focalización (80%), la objetividad (78%) y el carácter didáctico (75%) de la ilustración.

La ilustración científica se rige por dos principios, el de veracidad y el de idealización. La veracidad obliga a una observación exhaustiva de la realidad, tratando de mantenerse lo más fiel a ella. Simultáneamente, se debe eliminar o atenuar los elementos que representen a un único espécimen o muestra, y potenciar aquellos otros elementos comunes al conjunto, mediante un proceso de la idealización. Estos dos principios, aplicados de manera simultánea, son difícilmente alcanzables con procesos de plasmación directa de la imagen —como pudiera ser la fotografía, o primitivamente la cianotipia—, y es una de las razones fundamentales por la que sigue siendo demandada.

## Ilustración científica e ilustración naturalista

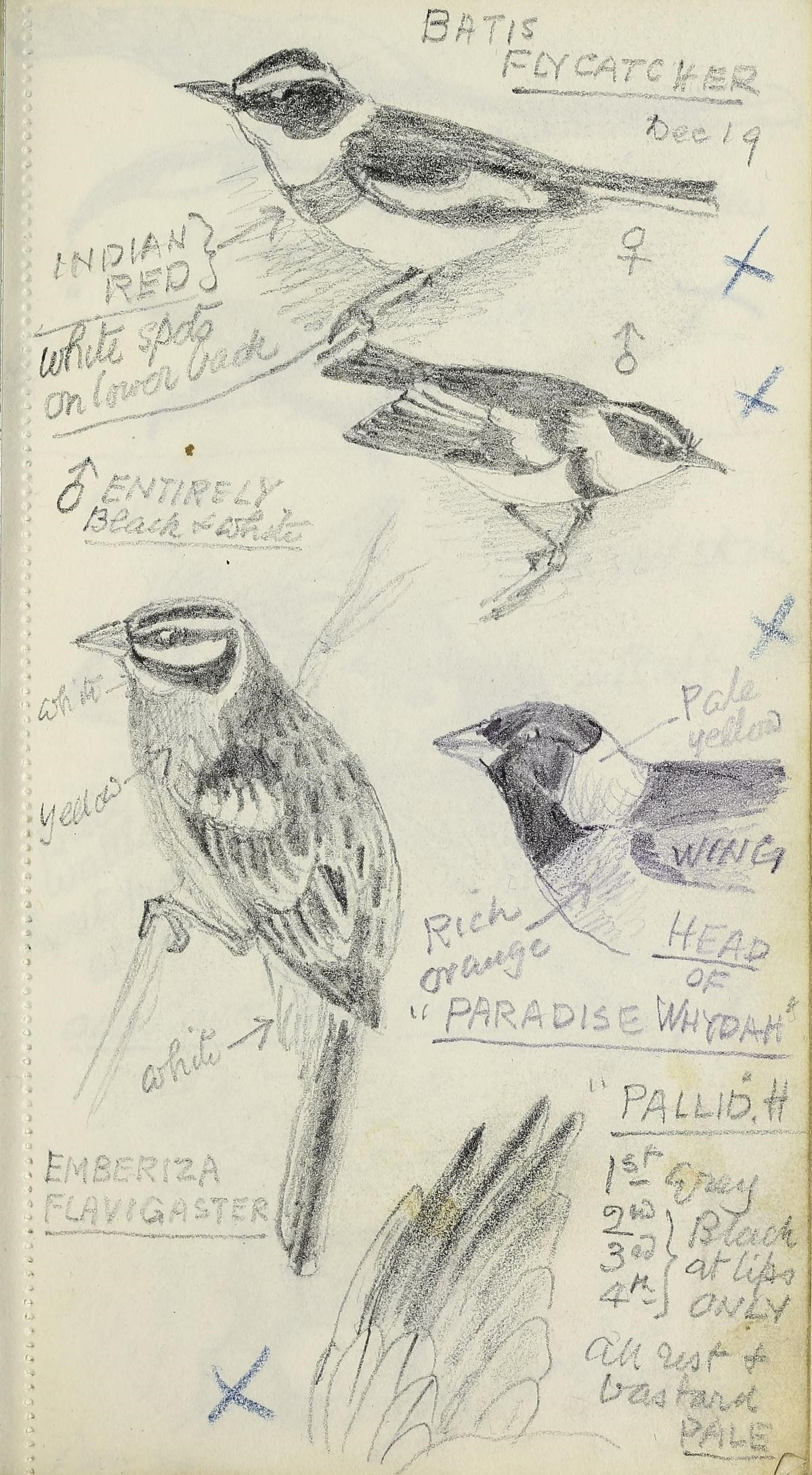
Ejemplo de una nota de campo compuesta de bocetos y texto

Es común confundir estas dos disciplinas, incluso en ámbitos especializados, pero la ilustración científica y la naturalista responden a propósitos diferentes y, por tanto, a resultados formales claramente distinguibles.
Aunque emparentadas, la ilustración naturalista, que aparece junto con las grandes exploraciones, busca retratar nuevos mundos, incluyendo nuevas especias, pero no solo. Así pues, en aras de trasladar la vivencia de esos otros mundos, cuida otros elementos, como la composición, la iluminación o el ambiente, haciendo uso de ciertas licencias artísticas inadmisibles en la ilustración científica.
Por su parte, la ilustración científica hace uso de ciertos códigos, por ejemplo en la aplicación de colores, la esquematización o la eliminación de efectos lumínicos, que le alejan de una representación hiperrealista, con objeto de favorecer la comunicación del concepto. 
Cabe destacar el interés de los cuadernos de campo, en los cuales los investigadores de diversas áreas realizan  anotaciones durante ses trabajos de campo.

## Clasificación

### Biológica
Representa estructuras y detalles específicos de sujetos biológicos o relaciones con otros sujetos biológicos. Esto incluye la anatomía, explicar funciones o interacciones biológicas, procedimientos quirúrgicos directos, distinguir especies y otras aplicaciones. El alcance de éstas ve desde el nivel del organismo completo hasta el nivel microscópico.

#### Botánica

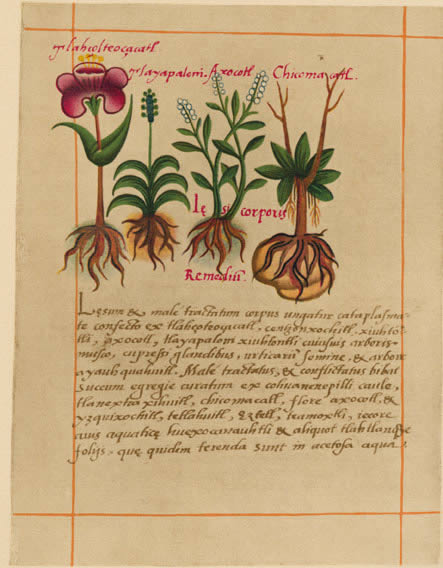
Página del Libellus de Medicinalibus Indorum Herbis, obra del médico indígena Martín de la Cruz en 1552 que ilustra las plantas tlahçolteoçacatl, tlayapaloni, axocotl y chicomacatl

Este fue uno de los campos del conocimiento humano que antes incorporó la ilustración. En especial sobre las plantas medicinales y la farmacopea. El herbario ilustrado más influyente durante muchos siglos es De Materia Medica, una obra en cinco volúmenes escrita por Dioscórides. Fue escrita alrededor de 65 d. C. y que incluye alrededor de 400 ilustraciones a página completa.
Tras la llegada de la imprenta, la primera obra publicada fue Herbarium Apuleii Platonici, editada en 1481 por el siciliano Johannes Filipo de Lignamine, y que contiene la descripción de 130 plantas, así como instrucciones de uso.

#### Zoológica

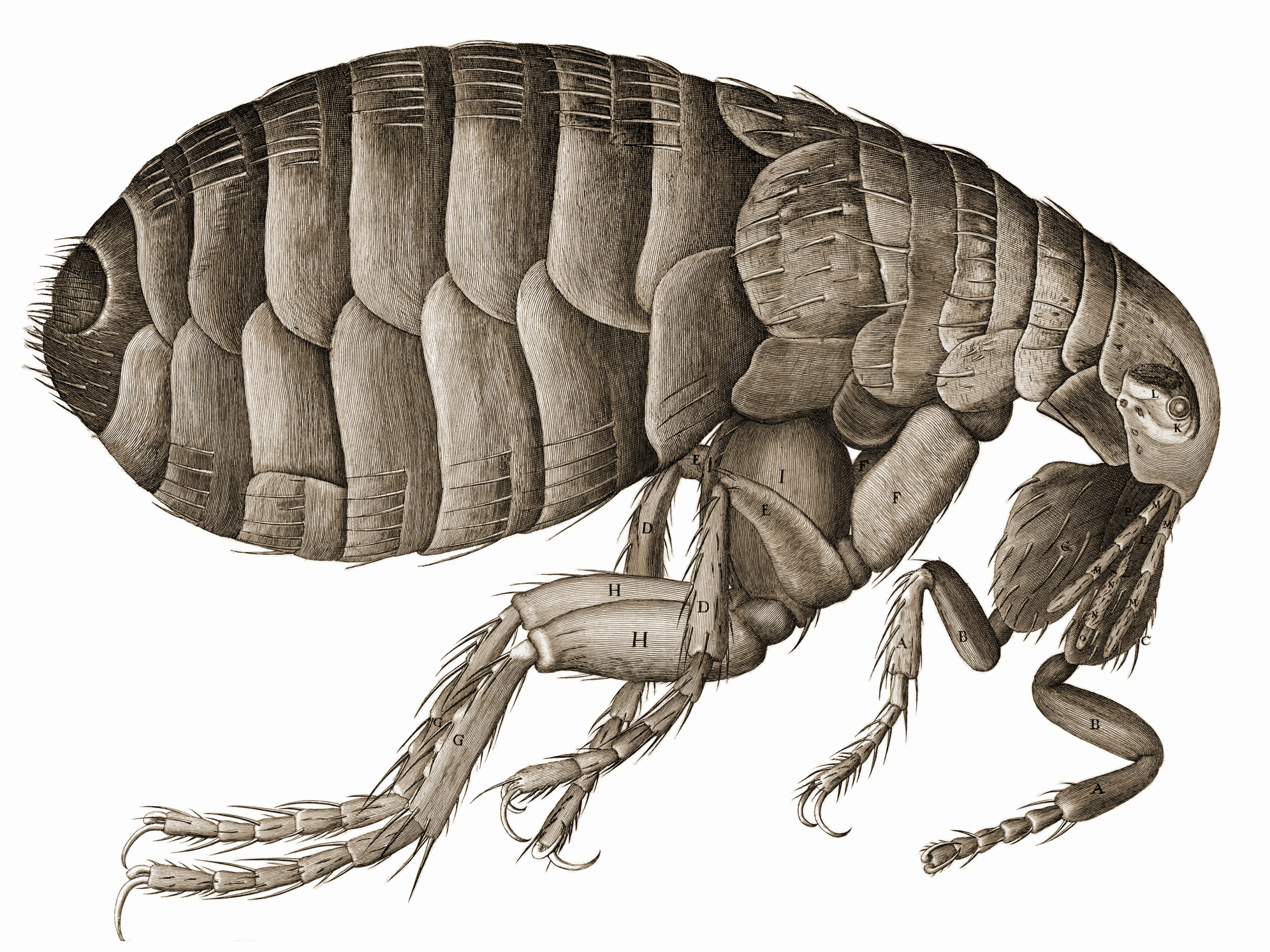
Ilustración de una pulga del libro Micrographia de Robert Hooke

Emparentada con los bestiarios y la animalística. Se enfoca en la representación del reino animal
La obra  Micrographia, escrita por el científico inglés Robert Hooke en 1665,  fue pionera en el uso de la microscopía óptica. El uso de este avance técnico abrió nuevos campos de ilustración.

#### Médica

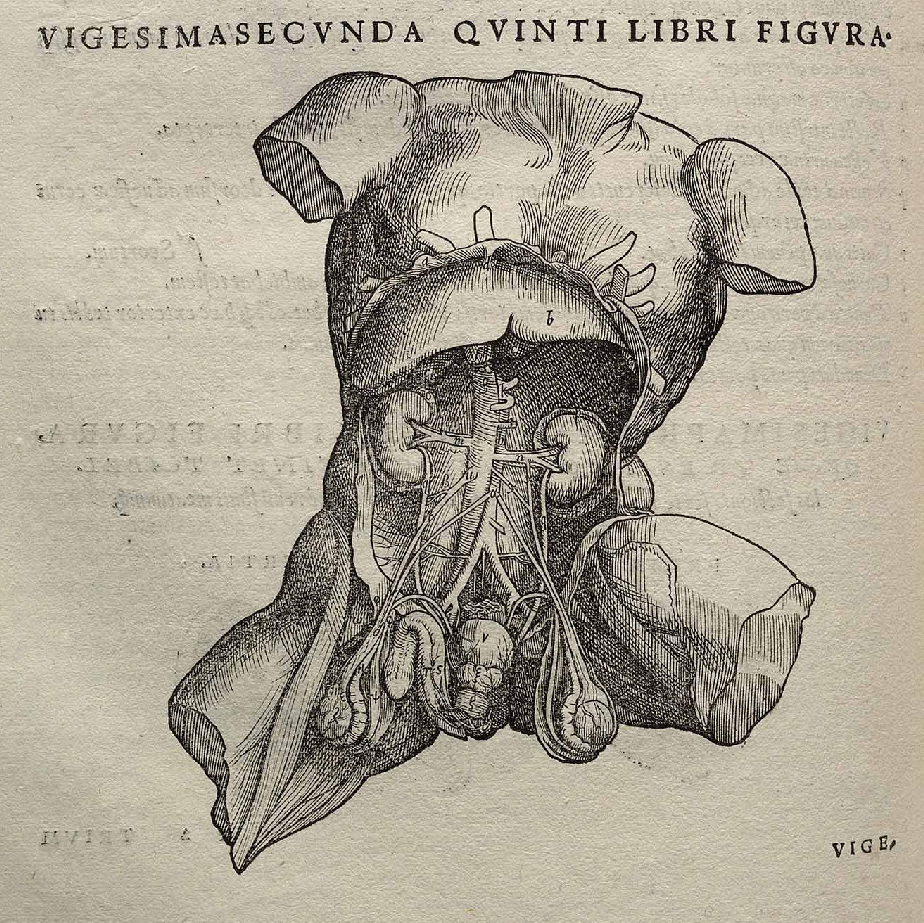
Imagen de la página 372 del libro De humani corporis fabrica. Libro sobre anatomía humana escrito por Andrés Vesalio en 1543

Es una forma de ilustración biológica que ayuda a registrar y difundir conocimientos médicos, anatómicos y relacionados. Esto incluye la descripción de la anatomía, pero también la descripción de procesos quirúrgicos. La medicina es una de las disciplinas científicas que más pronto incluyeron ilustraciones. Uno de los primeros hitos fue la publicación en 1543 d. C. de De Humani Corporis Fabrica Libri Septum de Andreas Vesalius, que contenía más de 600 exquisitas ilustraciones grabadas en madera basadas en la observación cuidadosa de la disección humana.
Otra obra ampliamente reconocida es Anatomía de Gray, ilustrada por Henry Vandyke Carter.
No debe confundirse con la anatomía artística. Pues ésta tampoco persigue la comunicación científica.

### Técnica

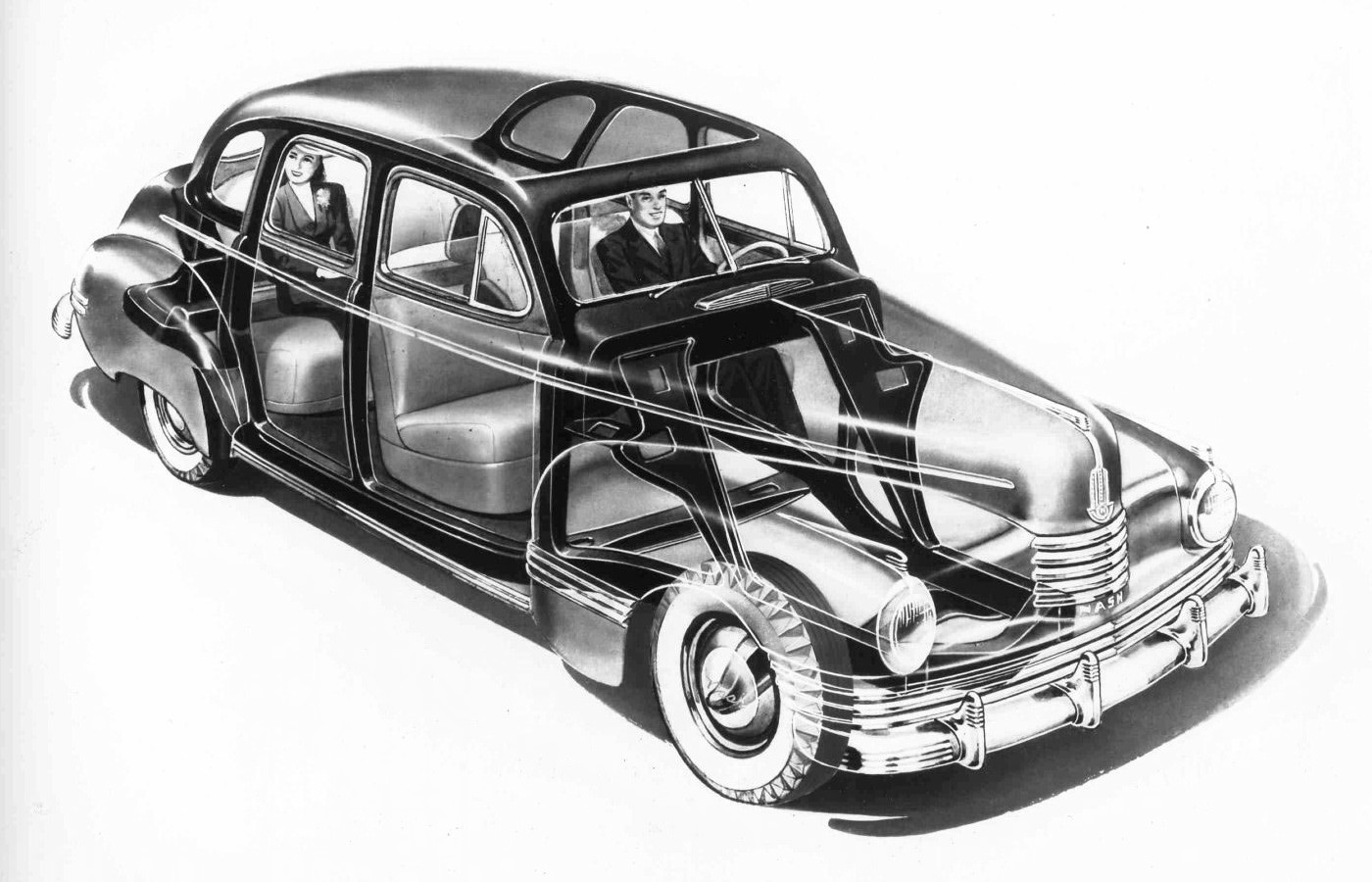
Diagrama de corte que muestra la construcción monocasco de un Nash 600, automóvil fabricado por Nash-Kelvinator Corporation en 1942

Destinada a comunicar visualmente información de naturaleza técnica. Es de uso frecuente en la industria y la ingeniería. Su intención es representar todo o parte parte de un objeto o proceso de tal manera que sea rápida y claramente reconocible.  
Esta puede ser dirigida al público no especializado, conteniendo terminología y símbolos simples. Por ejemplo, instrucciones de uso de electrodomésticos, aparatos electrónicos o automóviles. 
Estas pueden incluir vistas explosionadas, secciones, recorridos, reconstrucciones, imágenes instructivas, diseños de componentes, diagramas, etc.

### Histórica

Pequeño broche anglosajón, de cabeza cuadrada, escala 2:1. Nótese que además va acompañada de una escala visual

La ilustración histórica registra material derivado de un contexto histórico o arqueológico. Esto incluye el registro de sitios y edificios en su entorno,  artefactos,  interpretación y reconstrucción de otros momentos históricos. 